# Jonathan Coeffic
Jonathan Coeffic (* 1. Juni 1981 in Villeurbanne, Frankreich) ist ein ehemaliger französischer Ruderer.

## Karriere
Coeffic begann seine internationale Karriere im Rudersport mit einer Teilnahme an den Weltmeisterschaften der Junioren im Jahr 1999. Im Doppelzweier kam er allerdings nicht über den 17. Rang hinaus. In der U23-Nachwuchsaltersklasse kam er zweimal im Doppelvierer bei den Jahrgangs-Weltmeisterschaften zum Einsatz und konnte dabei im Jahr 2002 eine Goldmedaille im Doppelvierer mit Julien Desprès, Xavier Philippe und Frédéric Doucet gewinnen.
Mit der gleichen Mannschaft ging Coeffic auch beim Weltcup an den Start, um erste Erfahrungen in der offenen Altersklasse zu sammeln. Später im Jahr wurde der U23-Nachwuchsvierer auch bei den Weltmeisterschaften der offenen Altersklasse im spanischen Sevilla eingesetzt, wo er aber nur den 12. Rang belegen konnte. Im Folgejahr wurde Desprès gegen Frédéric Perrier ausgetauscht und die Mannschaft erreichte den achten Rang bei der WM 2003. Coeffic war auch in der olympischen Saison 2004 Teil des französischen Doppelvierers. Mit Frédéric Perrier, Xavier Philippe und Cédric Berrest gelang ihm in Athen aber nicht der Einzug ins olympische Halbfinale, so dass die französische Equipe den olympischen Wettbewerb als 13. und letzte beendete.
Im neuen Olympiazyklus ruderte Coeffic zunächst eine Saison mit Jean-Baptiste Macquet im Doppelzweier. Bei den Weltmeisterschaften im japanischen Gifu verpasste das Duo das A-Finale, gewann aber das B-Finale und belegte Platz 7. Im Folgejahr war Coeffic zurück im verjüngten Doppelvierer, der bei den Weltmeisterschaften 2006 aber zunächst nur den 10. Platz in der Besetzung Cédric Berrest, Julien Bahain, Jean-David Bernard und Jonathan Coeffic belegen konnte. Im Folgejahr gelang der Mannschaft in unveränderter Form bei den Weltmeisterschaften im vorolympischen Jahr schließlich der Gewinn der Silbermedaille und die Qualifikation für die Olympischen Sommerspiele 2008 in Peking. Dort kam Pierre-Jean Peltier für Bernard zum Einsatz und es wurde für Frankreich eine Bronzemedaille gewonnen.
Danach trat Coeffic noch zweimal bei internationalen Titelkämpfen in Erscheinung. 2009 war er weiter Mannschaftsteil des Doppelvierers, der im polnischen Posen Platz 5 bei den Weltmeisterschaften belegte. Nach einem Jahr der Pause versuchte er 2011 ein Comeback, schaffte im Doppelvierer bei den Weltmeisterschaften in Bled aber nur eine 13. Platzierung. Er beendete daraufhin seine aktive Karriere nach zwei Teilnahmen an Olympischen Sommerspielen und sieben WM-Teilnahmen.
Coeffic startete für den Verein Aviron Majolan. Bei einer Körpergröße von 1,90 m betrug sein Wettkampfgewicht rund 91 kg.